# ローストビーフ・サンドイッチ

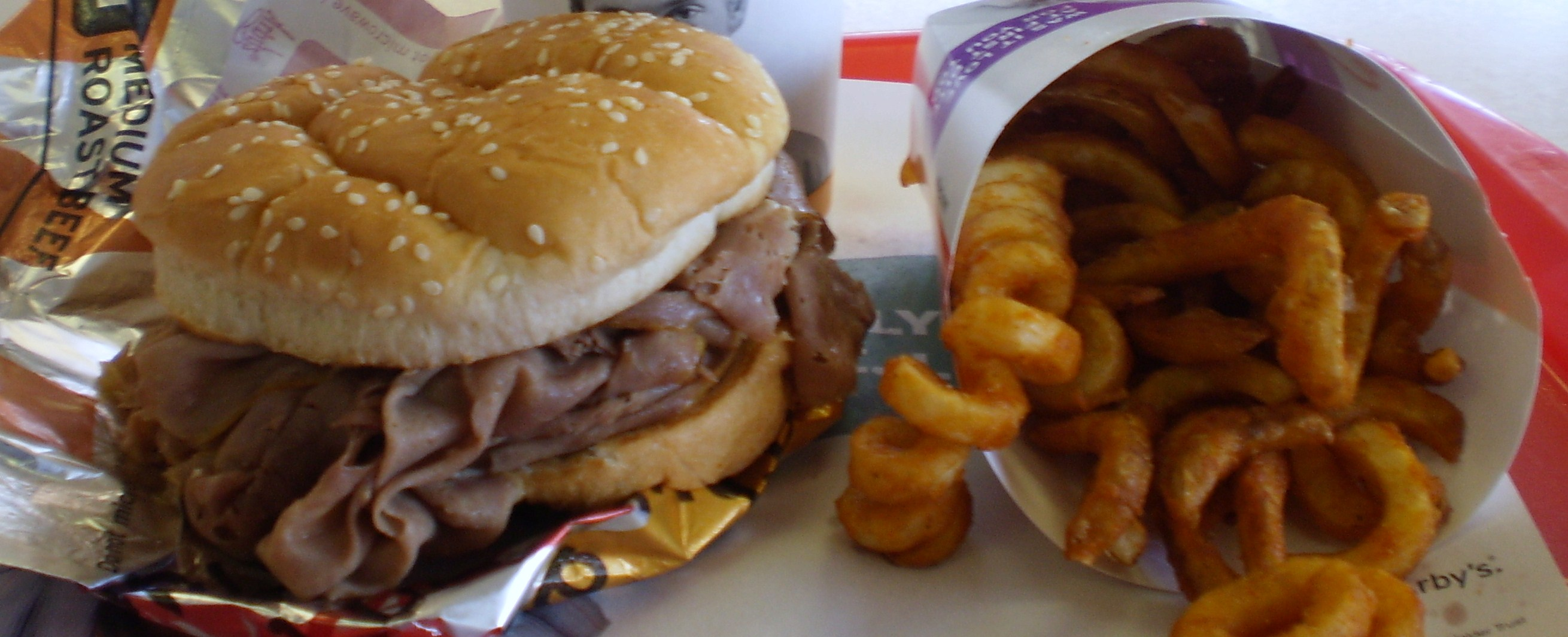
アービーズのホット・ローストビーフ・サンドイッチとフライドポテト。

ローストビーフ・サンドイッチ（英: roast beef sandwich）とはローストビーフの薄切りを具材とするサンドイッチ。米国では多くのダイナーで提供されており、アービーズやロイ・ロジャーズなどのファストフードチェーンでも販売されている。マサチューセッツ州、特にノースショアのローストビーフ・サンドイッチが最も有名。多く見られるのはハンバーガーバンズに具を挟んだタイプで、バーベキューソース、アメリカンチーズ、マヨネーズのトッピングが主流。レタス、トマト、ホースラディッシュ、ピクルスを加えるのも一般的で、レシピによってはチリソースや赤タマネギを用いることもある。温製と冷製のいずれも存在し、オープンサンドイッチにしたものもある。

## 歴史
ローストビーフのオープンサンドイッチにグレービーをかけ回すタイプの料理は全米各地に存在し、「ホットビーフ」「ホット・ローストビーフ・サンドイッチ」など多くの名前がある。その起源は、一説によると1877年のレシピ集に記載された「ビーフステーキ・トースト」にまでさかのぼれる。冷たくなったステーキの薄切りを煮込んでパンにかける料理で、当時はそれほど知られていなかった。この料理は1900年にワシントン・ポスト紙で「食欲をそそらない」「グレービーの洪水に浮かぶ古びた箱舟のよう」と紹介された。しかし年月を経るうちに人気が高まり、2004年には料理書の中で「これこそサウスダコタの味」と言われるまでになった。
マサチューセッツ州にチェーンを展開するケリーズは、リビア市にあった同店が1951年に初めてパンに挟むタイプのローストビーフ・サンドイッチを生み出したと主張している。あるカップルの結婚式が中止になり、披露宴で出されるはずだったローストビーフを流用したという話が伝わっている。1960年代になると、ケリーズのメニューを手本としたオハイオ州のアービーズや、フロリダのネバ、インディアナのロビー（後のロイ・ロジャーズ）のようにローストビーフ・サンドイッチを扱うファストフードチェーンが他州に登場し始めた。バーガーキングやマクドナルドのような大手ハンバーガー・チェーンもローストビーフ・サンドイッチを販売していたことがある。

## 地域ごとの特色
1950年代に入って以来、ローストビーフ・サンドイッチはマサチューセッツ州のボストン都市圏、特にノースショアの名物となっている。ローストビーフの薄切りを温めてオニオンロール（ドライオニオンをまぶしたロールパン）に挟んだものが一般的。用いられる部位は主にモモ肉である。ボストンを含むマサチューセッツ州東部一帯では多様なローストビーフ・サンドイッチが根付いており、好みのスタイルを巡って活発な議論が行われている。人気のトッピングはマヨネーズ、バーベキューソース、白いアメリカンチーズで、単独でも組み合わせても注文できる。3つを同時に乗せたものは俗に「スリーウェイ」と言われる。ホースラディッシュのクリームソースでピリッとした風味を加えることもある。
ブルックリンで1938年から営業しているブレナン&カーは、ローストビーフをバンズに挟んで全体を肉汁に浸した看板料理を1970年代から提供している。

## 類似のサンドイッチ

### ビーフ・オン・ウェック

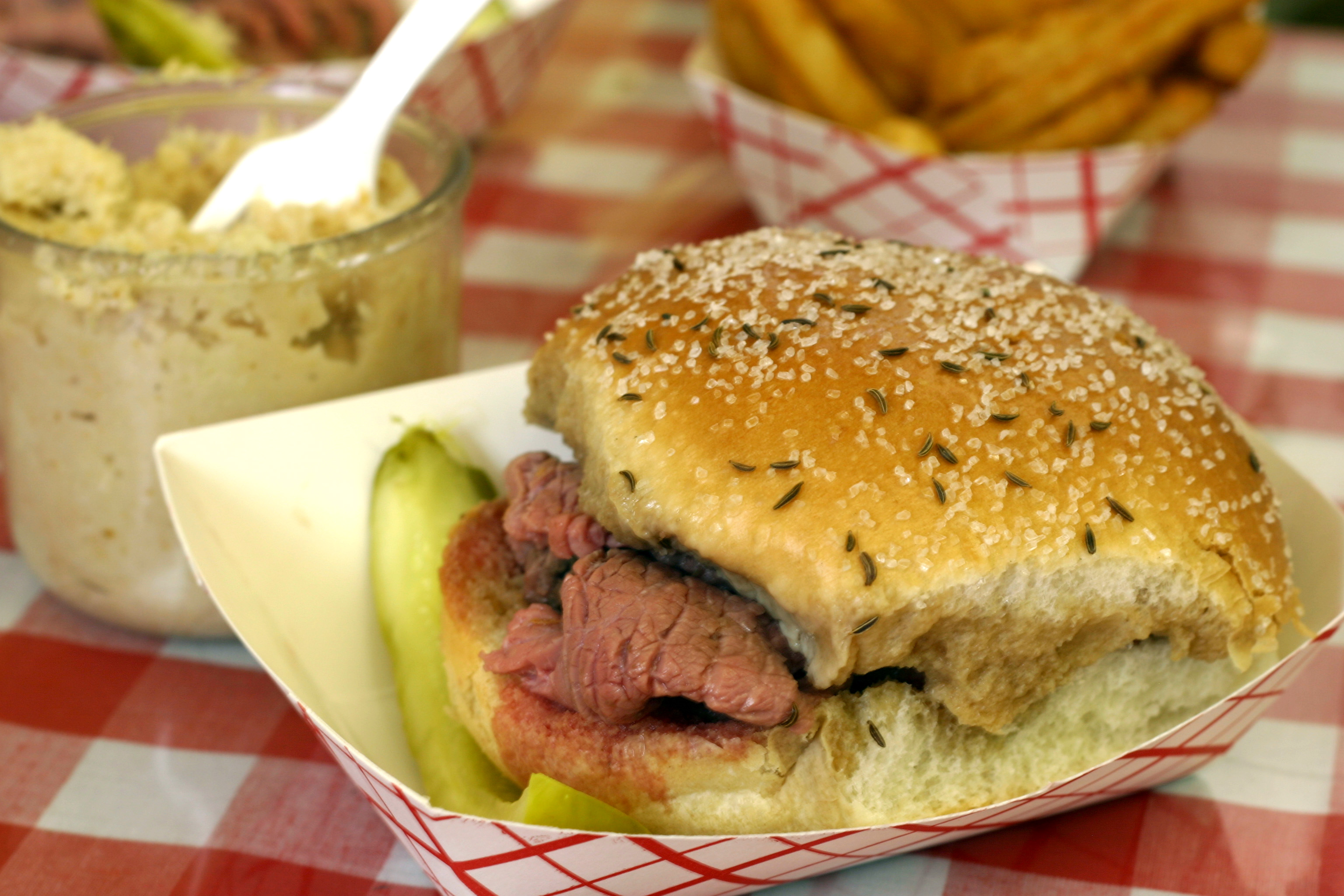
伝統的なビーフ・オン・ウェック。

ビーフ・オン・ウェックは主にニューヨーク州西部で食べられているサンドイッチの一種。塩とキャラウェイシードをまぶしたクーメルウェック・ロールと呼ばれるパンでローストビーフを挟む。具の肉はレアの薄切りを用い、上側のパンを肉汁に浸してホースラディッシュを塗るのが一般的。

### チビート・サンドイッチ
チビート・サンドイッチはウルグアイの国民食で、叩いて柔らかくしたテンダーロインなどの牛肉のステーキにチーズ、トマト、マヨネーズ、固ゆで卵、ハムを合わせるのが一般的。パンにはバンズを用い、フライドポテトを添えることが多い。そのほかビーツ、エンドウ豆、グリルか炒めた赤唐辛子、キュウリの薄切りなどの材料も加えられることがある。

### コンビーフ・サンドイッチ
米国でいうコンビーフとは塩水で漬けてから茹でた塊肉のことで、コンビーフ・サンドイッチにはマスタードとキュウリのピクルスを添えるのが普通。英国でコンビーフは缶詰の保存食品を指し、ブランストン・ピクルス（野菜のみじん切りのピクルス）とともにパンに挟むことが多い。

### フレンチディップ

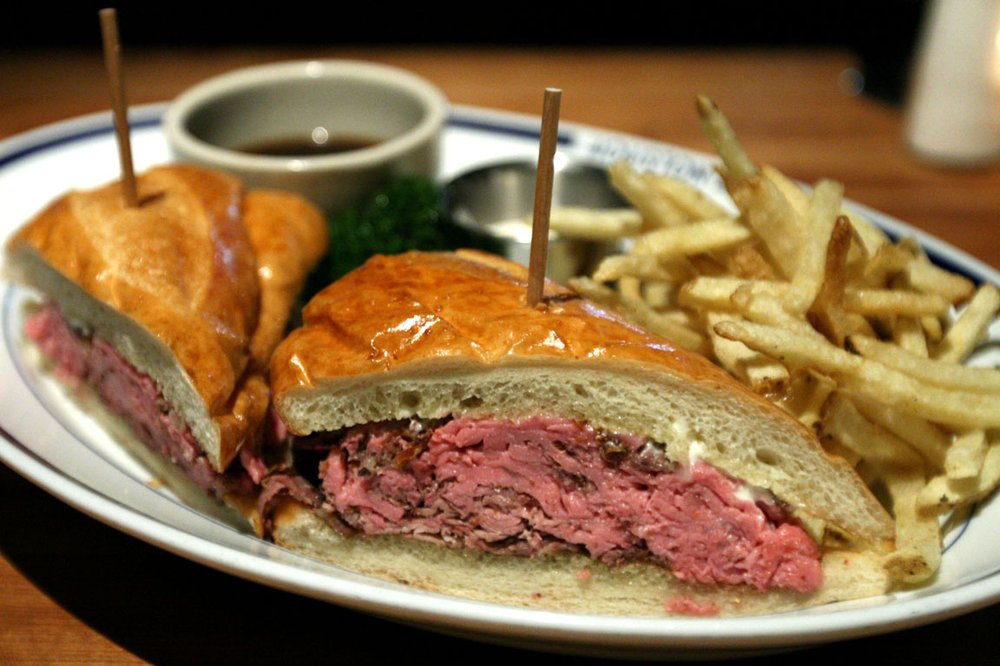
フレンチディップ・サンドイッチ。

フレンチディップ・サンドイッチはフランスパン（バゲット）でローストビーフの薄切り（他の肉を使うこともある）を挟んだホットサンドイッチである。オー・ジューで、すなわち肉を調理するときに出た肉汁を添えて提供されるのが一般的。肉汁の代わりにビーフブロスまたはビーフコンソメが用いられることもある。名前に反してアメリカで生まれた料理であり、フランスでは知名度は皆無である。「フレンチ」は発祥地ではなくパンの種類を指しているとみられる。

### パストラミ・オン・ライ
パストラミ・オン・ライはニューヨークに多いユダヤ系のコーシャ式デリカテッセンから有名になった古典的なサンドイッチである。1888年にサスマン・ヴォルクによって発明され、ニューヨークのデランシー・ストリートにあるヴォルクのデリで売り出された。ライ麦パンとスパイシーなブラウンマスタードを使ったパストラミ・オン・ライはやがて他のデリでも人気メニューとなった。現在ではニューヨークのデリ（カッツ・デリカテッセンが代表的）の名物メニューになっている。

類似のサンドイッチ
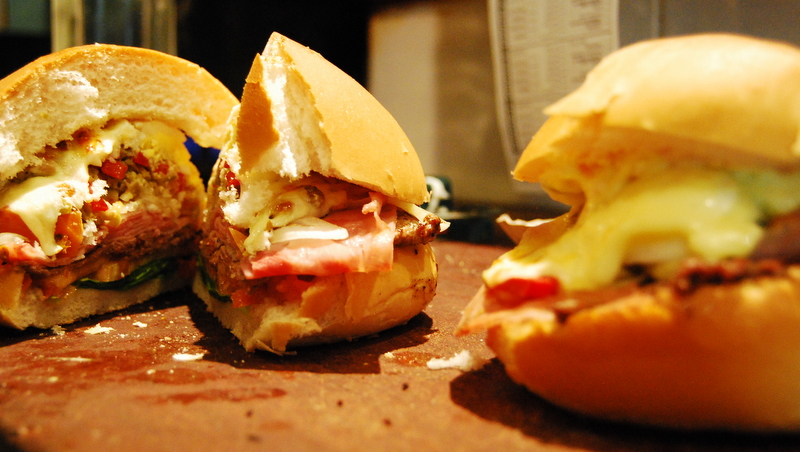
チビート
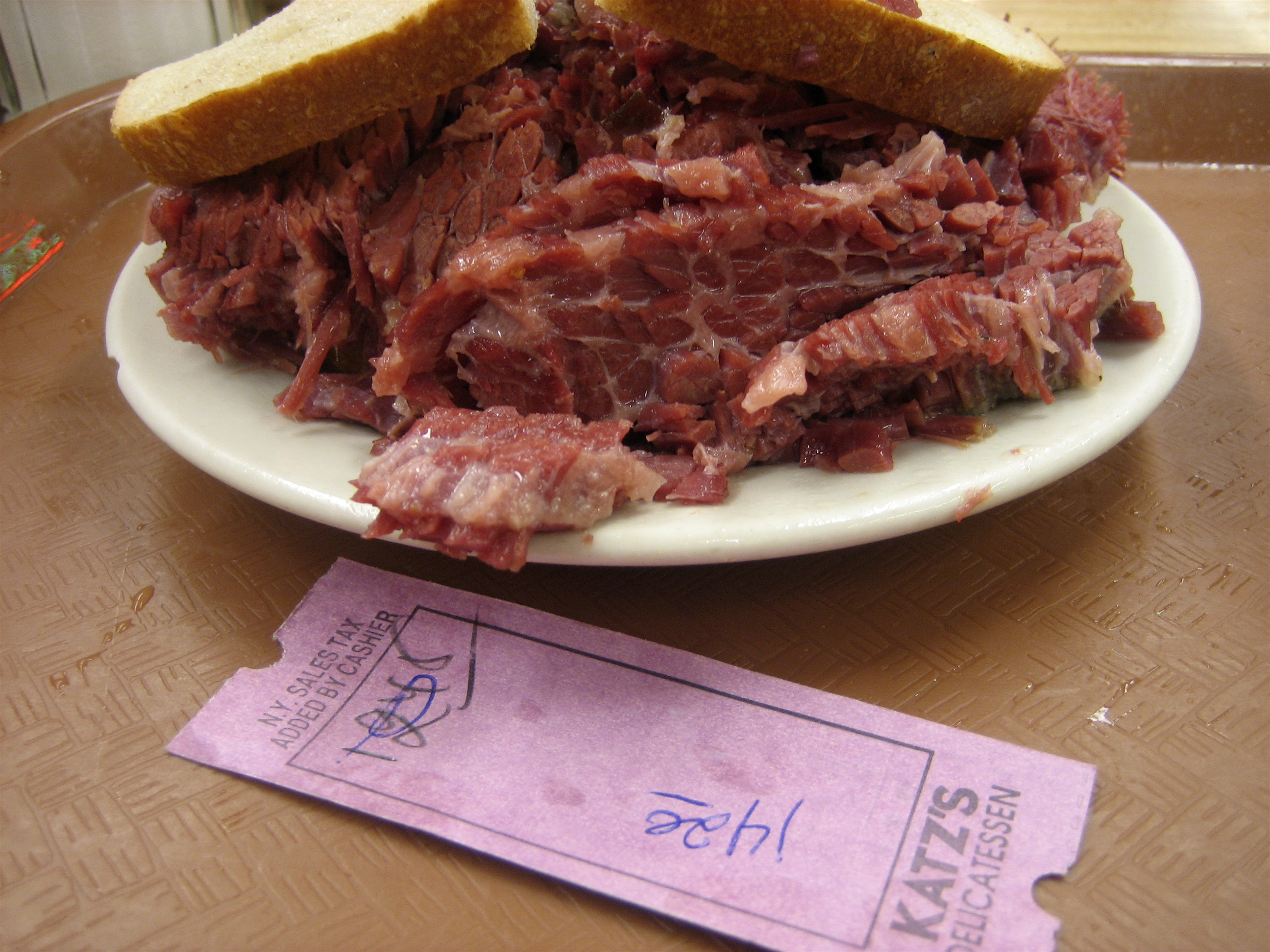
コンビーフ・サンドイッチ
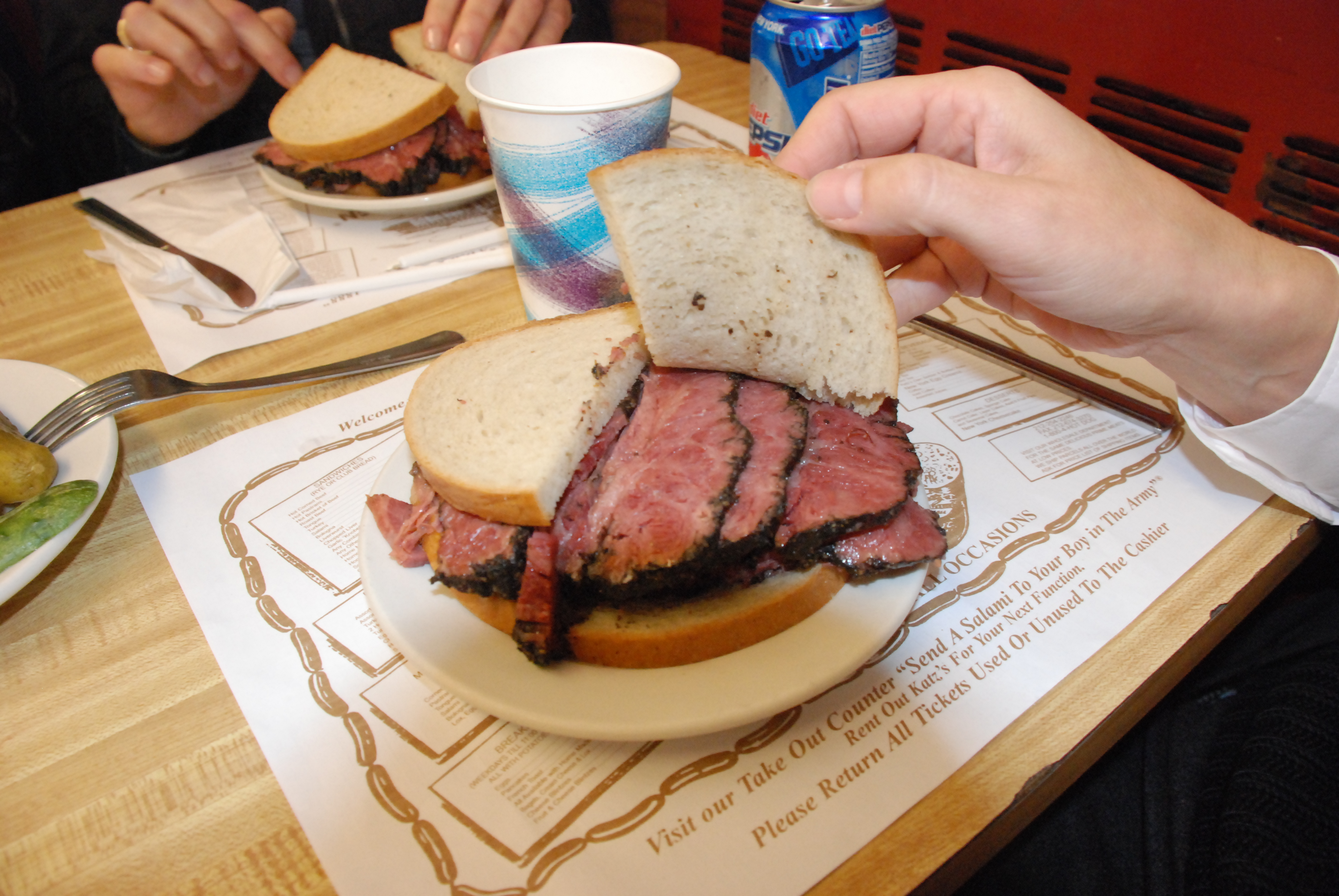
パストラミ・オン・ライ